# خاسایوکا
خاسایوکا (به ترکی آذربایجانی: Khasayevka) یک منطقه مسکونی در جمهوری آذربایجان است که در شهرستان جلیل‌آباد واقع شده است. 
ممکن است که این روستا دستخوش تغییر نام شده یا دیگر وجود نداشته باشد، زیرا هیچ وب‌سایت آذربایجانی از این نام استفاده نمی‌کند.